# Ersatzkopf der Prinzessin Iabtet
Der Ersatzkopf der Prinzessin Iabtet (auch Jabtet) aus dem Alten Reich, 4. Dynastie, um 2550 v. Chr., gehört zur ägyptischen Sammlung des Roemer- und Pelizaeus-Museums Hildesheim. Die in der Ägyptologie als „Ersatzköpfe“ bezeichneten Objekte stellen eine verkürzende Variante der normalerweise im Grab als Ersatzkörper aufgestellten Statuen dar. Der Ersatzkörper der Prinzessin Iabtet ist auf ihren wesentlichen Teil, den Kopf, reduziert. Mehr als 30 Exemplare vor allem aus der 4. Dynastie, die zum überwiegenden Teil in Gizeh entdeckt wurden, sind bisher bekannt. Allein auf dem Westfriedhof an der Cheops-Pyramide wurden 22 Ersatzköpfe gefunden. Ersatzköpfe stellen in der Ägyptologie eine eigenständige Denkmälergruppe dar. Wie die glatte Standfläche am Hals belegt, kann man Ersatzköpfe nicht als Statuenfragmente erklären. Stattdessen handelt es sich um vollständige Objekte.
Zumeist wurden die Ersatzköpfe im Schacht- und Sargkammerbereich der Grabanlagen von Privatgräbern vorwiegend aus der Regierungszeit von Cheops und Chephren gefunden. Man hat bisher keinen Ersatzkopf am originalen Aufstellungsort ausgegraben. Vermutlich wurden die Ersatzköpfe auf dem Sarg in unmittelbarer Nähe der Toten aufgestellt, oder aber auch im Durchgang zur Grabkammer in eine Nische eingesetzt. Auffällig ist, dass viele dieser Köpfe absichtliche Beschädigungen aufweisen, wozu eine Furche am Hinterkopf und vor allem die üblicherweise zunächst modellierten, dann aber abgeschlagenen Ohren gehören.

## Fundort
Der Ersatzkopf der Iabtet stammt aus der Grabung von Hermann Junker auf dem Westfriedhof der Nekropole von Gizeh aus der Mastaba G4650 aus dem Jahr 1914. Er wurde im Eingangsbereich der Sargkammer der Iabtet am Fuß des Grabschachtes gefunden. Die Bestattung in der Kammer dahinter war schon im Altertum geplündert und der Befund dadurch gestört worden. Durch Fundteilung gelangte der Ersatzkopf in den Besitz von Wilhelm Pelizaeus, der zur Hälfte die Kosten der Grabung getragen hatte und der ihn noch 1914 seiner Heimatstadt Hildesheim überstellte.

## Beschreibung
Der aus feinem Kalkstein gearbeitete Kopf ist 27,7 cm hoch, 14,2 cm breit und 24,2 cm tief. Als einziger unter allen bekannten Ersatzköpfen weist dieser eine symmetrisch geschwungene Linie auf der Stirn auf, offenbar die Konturlinie einer in der Mitte gescheitelten Frauenfrisur. Darüber liegt eine weitere, jedoch dünnere Ritzlinie, die wohl auf eine andere, bei Männern und Frauen dargestellte Haartracht zurückgeht. Ob dadurch zuerst fälschlich eine andere Frisur dargestellt werden sollte, oder ob gar eine Usurpierung des Stückes vorliegt, ist unklar. Die Frisur ist nur bis zum oberen Rand der Ohrmuschel markiert; im Nacken ist sie dagegen nicht markiert. Die linke Schädelseite ist möglicherweise durch die Einwirkung von Kalksalpeter beschädigt. Hals, Kinn und Wangen sind sorgfältig modelliert und deuten wohl ebenso wie die geschwungene Stirnlinie auf die Darstellung einer Frau. Vielleicht dürfen auch die großen, fein modellierten Augen als weiterer Hinweis auf die Darstellung einer Frau gewertet werden. Das rechte Ohr fehlt. Die betonten Nasenflügel und die nicht ganz geschlossenen, in scharfen Konturen gearbeiteten Lippen, vermitteln einen ansprechenden, individuellen Eindruck. Kinn und Nase sind leicht angehoben und der Blick ist geradeaus gerichtet. Reste der an sich zu erwartenden Bemalung sind nicht erhalten.

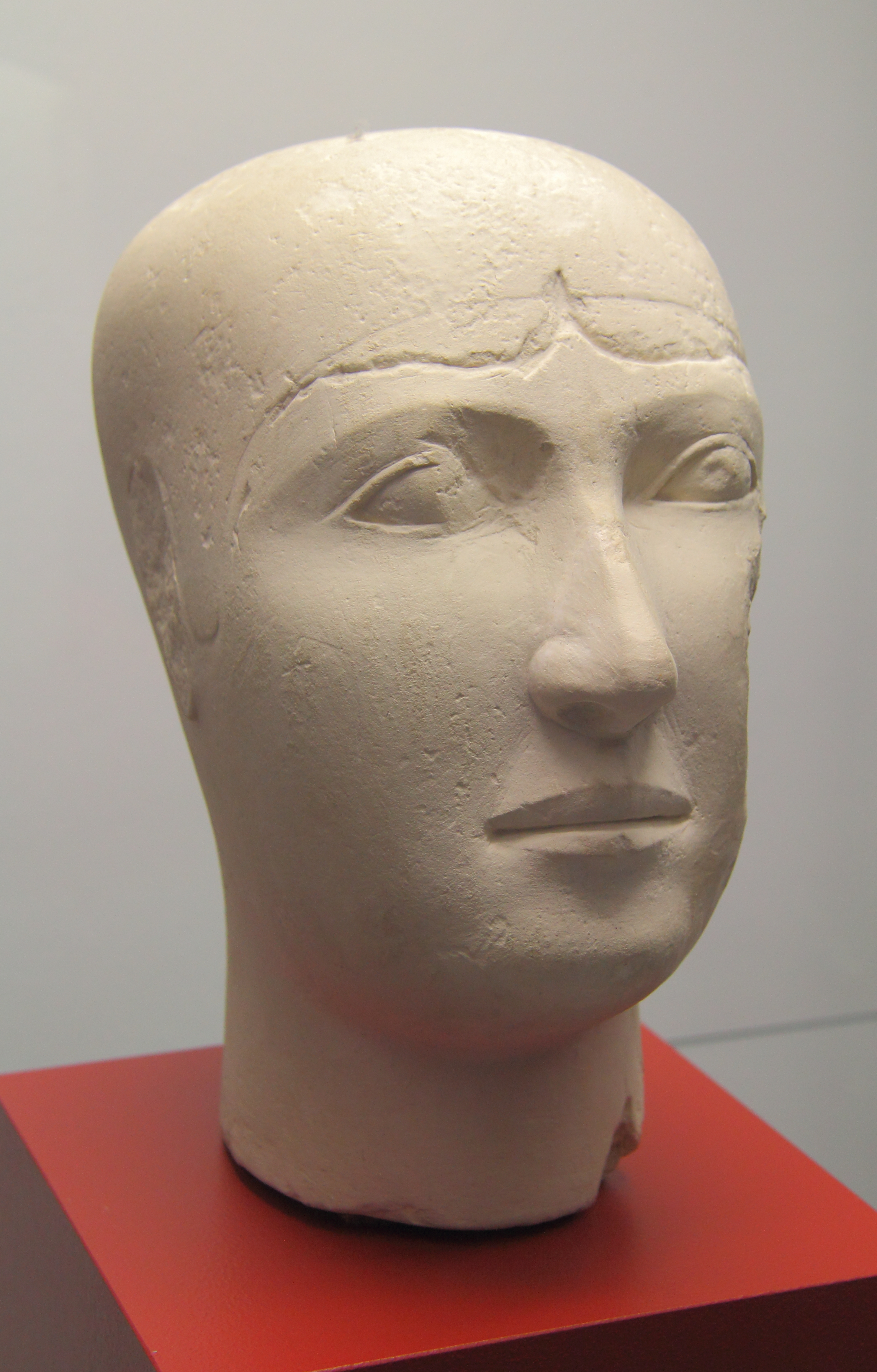
Halbrechtes Profil
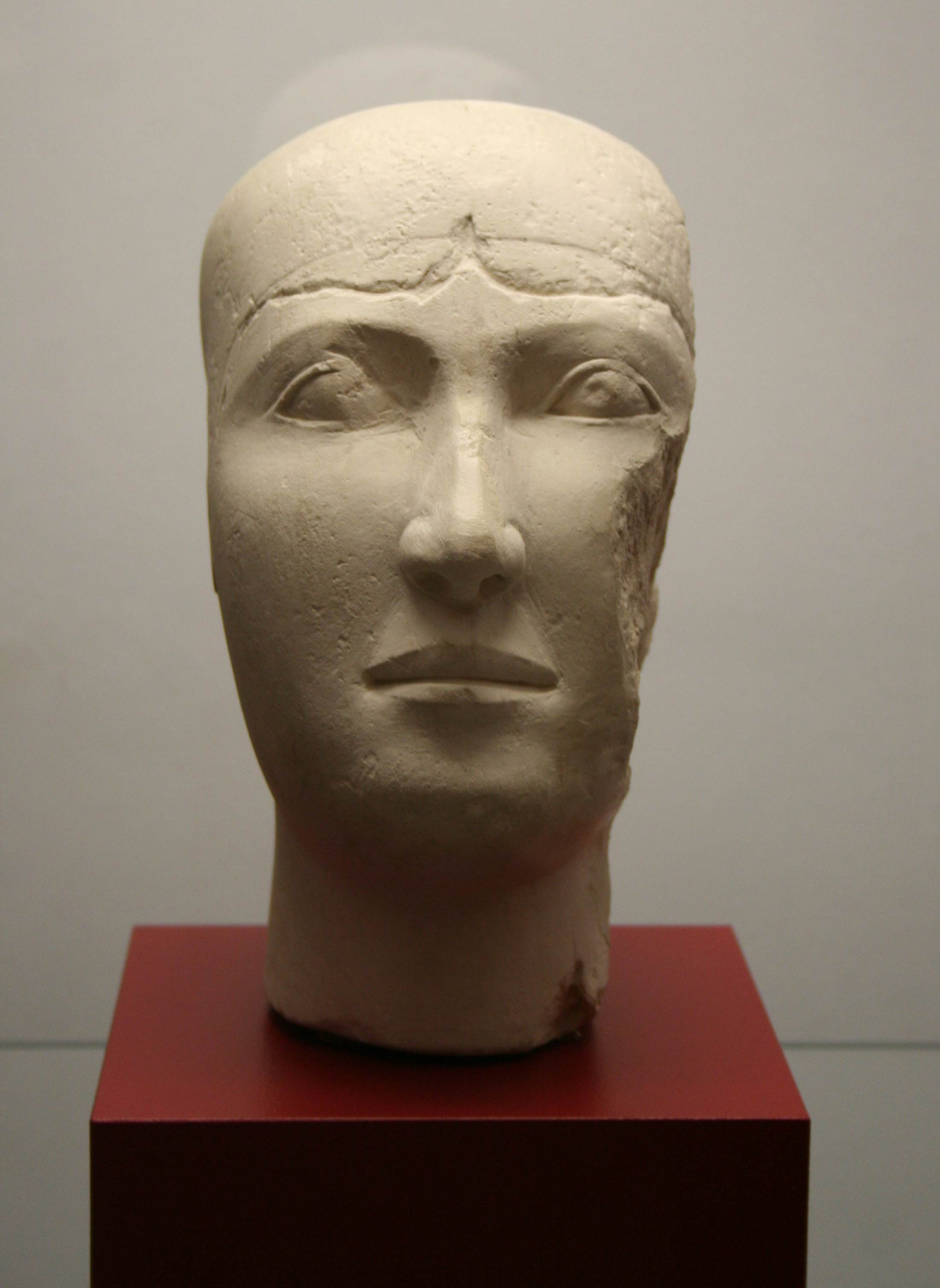
Frontalansicht
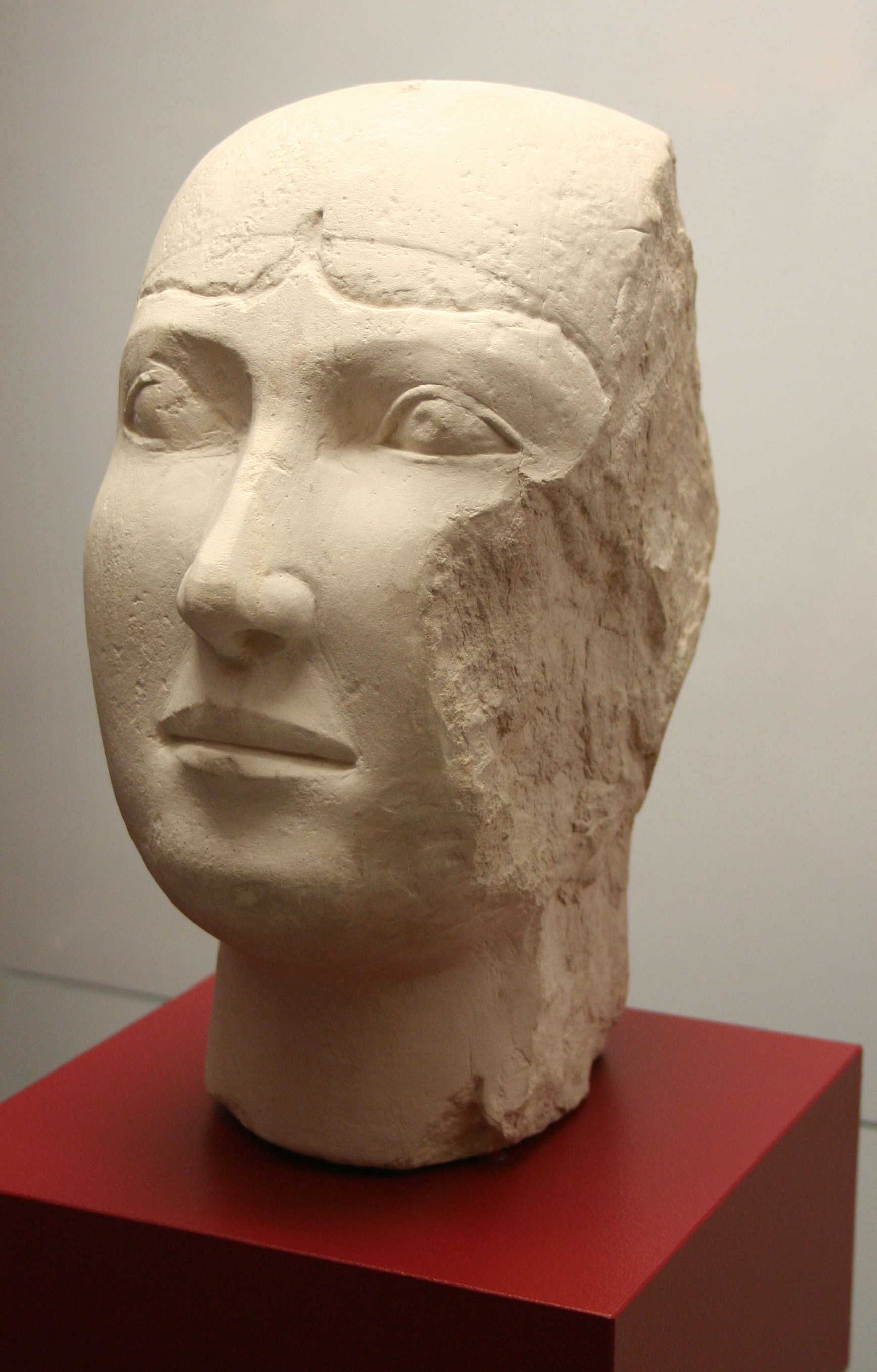
Halblinkes Profil